# Bundesautobahn 713
Bundesautobahn 713 (Abkürzung: BAB 713) – Kurzform: Autobahn 713 (Abkürzung: A 713) – war der Projektname einer Stadtautobahn in Würzburg.
Sie sollte von der Anschlussstelle Würzburg-Estenfeld der A 7 quer durch die Würzburger Innenstadt bis zur Anschlussstelle Würzburg-Heidingsfeld der A 3 führen. Auf der Trasse verläuft heute die teilweise autobahnähnliche B 19.